# تالود
تالود (به انگلیسی: Talod) یک منطقهٔ مسکونی در هند است که در Talod Taluka واقع شده‌است. تالود ۱۷٬۴۷۲ نفر جمعیت دارد.